# 大黒屋 (食品メーカー)
株式会社大黒屋（だいこくや）は、大阪府大阪市福島区に本社を置く日本の調味料メーカー。大阪の特産品でもある地ソース「大黒ソース」（だいこくソース）を製造・販売している他、業務用の調味料、清涼飲料水などの販売も行っている。

## 事業所
本社
大阪府大阪市福島区玉川2-9-26
港工場
大阪府大阪市港区福崎3-1-61

## 沿革
- 1923年（大正12年）10月 大西義一(先々代社長)個人にて開業、ソース及び食酢の製造開始。
- 1948年（昭和23年）12月 法人組織株式会社大黒屋を設立。
- 1961年（昭和36年）10月 大阪府守口市に守口工場を新築、醤油の製造。
- 1962年（昭和37年）3月 清涼飲料水の製造。
- 1966年（昭和41年）9月 本社ビル落成(4階建)
- 1967年（昭和42年）3月 ウスターソース類の製造の完全オートメーション化。
- 1969年（昭和44年）10月 清涼飲料水製造の完全オートメーション化。
- 1980年（昭和55年）6月 コンピュータシステム導入。
- 1982年（昭和57年）3月 『酎割』の製造。
- 1985年（昭和60年）10月 本社倉庫兼事務所3階建延300坪を増設。
- 1991年（平成3年）3月 自動充填機(ピストン式)充実。
- 2001年（平成13年）8月 酎割充填機新機種導入、充填工場の改装。
- 2004年（平成16年）4月 品質管理室の拡充、小ロット生産設備設置。
- 2008年（平成20年）6月 大阪市港区に新工場完成(クリーンルーム完備)。

## 主な商品

### ソース
- 大阪名物 粉もんソース
- 大阪の味 お好みソース
- 大阪の味 焼そばソース
- 大阪の味 たこ焼きソース
- 大阪の味 ウスターソース
- フルーツソース
- なにわ名物 串かつソース
- おりソース 他

### その他
- 出し醤油
- 大黒醤油
- さしみ醤油
- 酎割シリーズ
- ぽん酢
- ホルモン焼うどんのたれ
- 塩たれ 他